# Elko Mrduljaš
Emanuel Mrduljaš (conocido como Elko Mrduljaš; 25 de septiembre de 1909-28 de julio de 1991) fue un deportista yugoslavo que compitió en remo. Ganó dos medallas en el Campeonato Europeo de Remo, oro en 1932 y bronce en 1934.

## Palmarés internacional
| Campeonato Europeo | Campeonato Europeo    | Campeonato Europeo | Campeonato Europeo |
| Año                | Lugar                 | Medalla            | Prueba             |
| ------------------ | --------------------- | ------------------ | ------------------ |
| 1932               | Belgrado (Yugoslavia) | Medalla de oro     | Ocho con timonel   |
| 1934               | Lucerna (Suiza)       | Medalla de bronce  | Cuatro con timonel |